# Baraha (Dailekh)
Baraha (nep. बराह) – gaun wikas samiti w zachodniej części Nepalu w strefie Bheri w dystrykcie Dailekh. Według nepalskiego spisu powszechnego z 2011 roku liczył on 719 gospodarstw domowych i 3863 mieszkańców (1980 kobiet i 1883 mężczyzn).